# Taça de Portugal 2016-2017
La Taça de Portugal 2016-2017 è stata la 77ª edizione del torneo. È iniziata il 4 settembre 2016 e si è conclusa il 28 maggio 2017. Il Benfica ha vinto il trofeo per la 26ª volta.

## Terzo turno
| Squadra 1        | Risultato       | Squadra 2          |
| ---------------- | --------------- | ------------------ |
| Gafanha          | 0 – 3           | Porto              |
| Oliveirense      | 1 – 3           | Braga              |
| Sertanense       | 0 – 4           | Tondela            |
| Real SC          | 1 – 0           | Arouca             |
| Alcanenense      | 1 – 2           | Feirense           |
| Académica        | 2 – 0           | Belenenses         |
| 1º de Dezembro   | 1 – 2           | Benfica            |
| Trofense         | 0 – 0 (2-4 dcr) | Vitória Setúbal    |
| Santa Iria       | 1 – 2           | Vitória Guimarães  |
| Naval            | 0 – 4           | Marítimo           |
| União Leiria     | 0 – 2           | Boavista           |
| Estarreja        | 1 – 3           | Nacional           |
| Desp. Aves       | 1 – 2           | Paços Ferreira     |
| Caldas           | 0 – 1           | Estoril Praia      |
| Vizela           | 1 – 0           | Moreirense         |
| União Madeira    | 0 – 1           | Chaves             |
| Famalicão        | 0 – 1           | Sporting Lisbona   |
| Mortágua         | 0 – 1           | Cova da Piedade    |
| Covilhã          | 1 – 0           | Freamunde          |
| Penafiel         | 1 – 0           | Amarante           |
| Gil Vicente      | 0 – 0 (4-1 dcr) | Casa Pia           |
| Aljustrelense    | 1 – 0           | Limianos           |
| Cinfães          | 0 – 1           | D. Castelo Branco  |
| Torreense        | 2 – 0           | Académico de Viseu |
| Oriental Lisbona | 2 – 0           | Barreirense        |
| Varzim           | 3 – 0           | Águeda             |
| Merelinense      | 2 – 2 (6-7 dcr) | Leixões            |
| Sanjoanense      | 2 – 1           | Lusitano VRSA      |
| Vitória Sernache | 0 – 1           | Vilafranquense     |
| Fátima           | 1 – 2           | Olhanense          |
| Santa Clara      | 1 – 1 (4-2 dcr) | Rio Ave            |
| Praiense         | 3 – 1           | Farense            |

## Quarto turno
| Squadra 1         | Risultato       | Squadra 2         |
| ----------------- | --------------- | ----------------- |
| Chaves            | 0 – 0 (3-2 dcr) | Porto             |
| D. Castelo Branco | 0 – 2           | Vitória Setúbal   |
| Benfica           | 6 – 0           | Marítimo          |
| Real SC           | 2 – 0           | Olhanense         |
| Oriental Lisbona  | 1 – 2           | Leixões           |
| Sporting Lisbona  | 5 – 1           | Praiense          |
| Vilafranquense    | 1 – 0           | Paços Ferreira    |
| Estoril Praia     | 2 – 0           | Cova da Piedade   |
| Aljustrelense     | 1 – 2           | Tondela           |
| Varzim            | 0 – 1           | Covilhã           |
| Boavista          | 1 – 2           | Vitória Guimarães |
| Braga             | 2 – 1           | Santa Clara       |
| Torreense         | 1 – 0           | Nacional          |
| Feirense          | 0 – 0 (4-5 dcr) | Académica         |
| Vizela            | 0 – 1           | Penafiel          |
| Sanjoanense       | 1 – 0           | Gil Vicente       |

## Ottavi di finale
| Squadra 1         | Risultato | Squadra 2        |
| ----------------- | --------- | ---------------- |
| Leixões           | 2 – 1     | Tondela          |
| Real SC           | 0 – 3     | Benfica          |
| Estoril Praia     | 4 – 2     | Sanjoanense      |
| Torreense         | 2 – 3     | Chaves           |
| Braga             | 1 – 2     | Covilhã          |
| Académica         | 1 – 0     | Penafiel         |
| Vitória Setúbal   | 0 – 1     | Sporting Lisbona |
| Vitória Guimarães | 1 – 0     | Vilafranquense   |

## Quarti di finale
| Squadra 1     | Risultato | Squadra 2         |
| ------------- | --------- | ----------------- |
| Estoril Praia | 2 – 1     | Académica         |
| Chaves        | 1 – 0     | Sporting Lisbona  |
| Covilhã       | 0 – 1     | Vitória Guimarães |
| Benfica       | 6 – 2     | Leixões           |

## Semifinali
Le semifinali si sono disputate in gare di andata e ritorno tra marzo e aprile.
| Squadra 1         | Totale | Squadra 2 | Andata | Ritorno |
| ----------------- | ------ | --------- | ------ | ------- |
| Vitória Guimarães | 3 – 3  | Chaves    | 2 – 0  | 1 – 3   |
| Estoril Praia     | 4 – 5  | Benfica   | 1 – 2  | 3 – 3   |

## Finale
La finale si è disputata in gara unica il 28 maggio 2017.
| Arbitro: | Miguel H. |

|                        |           |           |
| Jiménez 48’ Salvio 53’ | Marcatori | 78’ Zungu |

| Benfica | Vitória Guimarães |

### Formazioni
| Benfica         |    |                  |       |     |
|                 |    |                  |       |     |
| P               | 1  | Ederson          |       |     |
| D               | 50 | Nélson Semedo    |       |     |
| D               | 4  | Luisão           |       |     |
| D               | 14 | Victor Lindelöf  |       |     |
| D               | 3  | Álex Grimaldo    | 45+4’ |     |
| C               | 5  | Ljubomir Fejsa   |       | 24’ |
| C               | 21 | Pizzi            |       |     |
| C               | 18 | Franco Cervi     |       | 82’ |
| A               | 10 | Jonas            |       | 90’ |
| A               | 9  | Raúl Jiménez     | 49’   |     |
| C               | 22 | Eduardo Salvio   |       |     |
| A disposizione: |    |                  |       |     |
| P               | 12 | Júlio César      |       |     |
| D               | 34 | André Almeida    |       |     |
| D               | 6  | Filipe Augusto   |       | 90’ |
| C               | 7  | Andreas Samarīs  | 69’   | 24’ |
| A               | 27 | Rafa Silva       |       | 82’ |
| C               | 15 | André Carrillo   |       |     |
| A               | 11 | Kōstas Mītroglou |       |     |
| Allenatore:     |    |                  |       |     |
| Rui Vitória     |    |                  |       |     |

| Vitória Guimarães |    |                     |       |     |
|                   |    |                     |       |     |
| P                 | 56 | Miguel Silva        |       |     |
| D                 | 53 | Ghislain Konan      |       | 57’ |
| D                 | 3  | Josué Sá            | 88’   |     |
| D                 | 2  | Pedro Henrique      |       |     |
| D                 | 76 | Bruno Gaspar        | 19’   |     |
| C                 | 5  | Rafael Miranda      |       |     |
| C                 | 8  | Bongani Zungu       |       |     |
| C                 | 9  | Hernâni             |       | 63’ |
| A                 | 81 | Raphinha            | 90+2’ |     |
| A                 | 16 | Paolo Hurtado       |       | 45’ |
| A                 | 9  | Moussa Marega       | 22’   |     |
| A disposizione:   |    |                     |       |     |
| P                 | 1  | Douglas             |       |     |
| D                 | 20 | João Aurélio        |       |     |
| D                 | 26 | Prince-Désir Gouano |       |     |
| A                 | 99 | Rafael Martins      |       |     |
| C                 | 71 | Fábio Sturgeon      |       | 63’ |
| C                 | 93 | Guillermo Celis     |       | 45’ |
| A                 | 91 | David Texeira       |       | 57’ |
| Allenatore:       |    |                     |       |     |
| Pedro Martins     |    |                     |       |     |